# Roderick Charles MacDonald
Pour les articles homonymes, voir Roderick MacDonald et MacDonald.
Roderick Charles MacDonald  (novembre 1885-18 septembre 1978) est un homme politique canadien de la Colombie-Britannique. Il est député provincial conservateur de la circonscription britanno-colombienne de Dewdney de 1941 à  1952. Il est ministre des Mines et ministre des Affaires municipales.

## Biographie
Né sur l'île de North Uist dans le Hébrides extérieures en Écosse, MacDonald étudie sur place et s'installe à Coquitlam en 1907. Il entame une carrière publique en servant comme conseiller municipal et préfet de Coquitlam. Il est aussi président de l'Union des municipalités britanno-colombienne de 1924 à 1941.
MacDonald meurt à New Westminster en septembre 1978 à l'âge de 92 ans.
La R. C. MacDonald Elementary School de Coquitlam est nommé en son honneur.